# Hrvatske novine (Subotica, 1923.)
Hrvatske novine  je bio tjednik i dvotjednik iz Subotice.
Izlazio je pod tim imenom od 5. siječnja 1924. do 2. studenoga 1929. u Subotici. Izlaženje je bilo tjedno, a od 1928. svaki drugi tjedan. Tiskane su u tiskari Etelke Rajčić.
Uređivao ih je Miško Prćić. U svoje vrijeme su bile jedinim novinama koje su imale hrvatski predznak u Bačkoj. 
Bile su stranačkim listom Vojvođanske pučke stranke, stranke kojoj je bio osnivač bio ujedno i osnivač ovih novina, Blaško Rajić.
Ove novine su zapravo bile Subotičke novine koje je pokrenuo subotički župnik i preporoditelj bačkih Hrvata Blaško Rajić 1920. Iste je karađorđevićevski režim zabranio. Stoga je Blaško Rajić pokrenuo novi list, a u stvari je preimenovao Subotičke novine koje je nastavio izdavati pod drugim imenom, Hrvatske novine. Pod tim su imenom izlazile sve do Šestosiječanjske diktature, kada je kralj Aleksandar Karađorđević uveo diktaturu i zabranio upotrebu nacionalnih imena, otkada opet izlaze pod imenom Subotičke novine sve do 1941. godine.

## Vanjske poveznice
- Franjevački samostan u Makarskoj Povremena izdanja
- Hrvatska riječ Naco Zelić: Glasila - novine u bačkih Hrvata, 3. studenog 2003.
- Hrvatska revija  Arhivirana inačica izvorne stranice od 8. veljače 2012. (Wayback Machine) Proslava 250. obljetnica doseljavanja veće skupine Bunjevaca (1686. – 1936.)